# Abdou Alassane Dji Bo
Abdou Alassane Dji Bo (* 15. Juni 1979) ist ein nigrischer Judoka.
Alassane Dji Bo kämpfte in der Gewichtsklasse bis 66 Kilogramm. Bei den Afrikanischen Judomeisterschaften 2004 in Tunis gewann er Bronze. Er vertrat Niger bei den Olympischen Sommerspielen 2004 in Athen und war bei der Eröffnungsfeier der Flaggenträger seines Landes. Er unterlag in Athen bei seinen ersten Kämpfen dem Slowaken Jozef Krnáč und dem Spanier Óscar Peñas García. Alassane Dji Bo errang bei den Afrikanischen Judomeisterschaften 2005 in Port Elizabeth und bei den Spielen der Frankophonie 2005 in Niamey jeweils Silber. Bei den Afrikanischen Judomeisterschaften 2006 in Mauritius wurde er mit Bronze ausgezeichnet.